# ميشيل خواكيم ماري رايموند
ميشيل خواكيم ماري رايموند (بالفرنسية: Michel Joachim Marie Raymond)‏ هو عسكري فرنسي، ولد في 25 سبتمبر 1755، وتوفي في 25 مارس 1798.